# До края земли
«До края земли» (англ. To the Ends of the Earth) — фильм нуар режиссёра Роберта Стивенсона, вышедший на экраны в 1948 году.
Фильм рассказывает об агенте Федерального бюро по наркотикам США Майке Бэрроузе (Дик Пауэлл), который ведёт охоту на международный преступный картель, занимающийся производством, переработкой, контрабандными поставками и торговлей опиумом. Расследование всей преступной цепочки приводит Майка из Сан-Франциско в Шанхай, Каир, Гавану, а затем и в Нью-Йорк, где он постепенно раскрывает изощрённую схему производства и транспортировки наркотиков, по ходу дела сталкиваясь с убийствами, рабством и несколькими самоубийствами.
По мнению критиков, картина значима прежде всего тем, что впервые в эпоху действия Производственного кодекса остро поставила проблему наркоторговли. 
Наряду с такими фильмами, как «Джимены» (1935), «Агенты казначейства» (1947), «Сыщик» (1949), «Попавший в ловушку» (1949), «Паника на улицах» (1951) и «Свидание с опасностью» (1951) фильм относится к категории полудокументальных нуаров, в которых рассказывается о деятельности различных американских спецслужб.

## Сюжет
В 1935 году после ряда международных встреч, посвященных борьбе с распространением наркотиков, Федеральное бюро по наркотикам Министерства финансов США развернуло борьбу с международной торговлей опиумом. Директор бюро Гарри Джейкоб Анслингер поручает главе бюро в Сан-Франциско Майку Бэрроузу (Дик Пауэлл) проследить за таинственным кораблём, предположительно, принадлежащим наркоторговцам, который движется от берегов Южной Америки по направлению к Сан-Франциско. Вскоре с корабля Береговой охраны Бэрроуз замечает в американских территориальных водах судно без опознавательных знаков, которое после получения сигнала службы Береговой охраны предпринимает попытку вырваться в нейтральные воды. Бэрроуз видит в бинокль, как по команде капитана этого неопознанного корабля за борт выбрасывают, обрекая на смерть, около сотни связанных якорной цепью рабов-китайцев, после чего корабль успевает выйти из прибрежных вод США. Американский патруль вылавливает из воды лишь спасательный круг с японским названием корабля «Кира Мару», приписанного к порту Шанхая.
Бэрроуз отправляется на поиски «Кира Мару» в Шанхай, однако никакой информации ни о корабле с таким названием, ни о его капитане найти не удаётся. Вскоре с Бэрроузом связывается китайский комиссар по наркотикам Лам Чи Чоу (Владимир Соколофф), который предлагает вести совместное расследование, так как проблема наркотиков приобрела международный характер. Лам даёт послушать Майку грампластинку с записью допроса беглого раба, согласно которой некоторое время назад «Кира Мару» доставил в Египет 200 рабов для работы на маковых плантациях. По словам Лама, международная сеть по торговле опиумом организована с подачи японского правительства с тем, чтобы с помощью распространения наркотиков в западных странах ослабить волю его граждан и тем самым обеспечить превосходство Японии над этими странами. По информации Лама, урожай опиума с маковых плантаций в Египте будет собран не позднее чем через пять дней, после чего он будет переправлен для переработки в Шанхай. Китайский комиссар выводит Бэрроуза на контакт с местным бизнесменом американского происхождения Николасом Слокимом (Людвиг Донат), который десятилетие назад проходил по крупным делам о наркоторговле. По словам Слокима, он давно отошёл от криминальной деятельности, и, быстро догадавшись, кто такой Бэрроуз на самом деле, делает вид, что помогает ему в расследовании. На самом деле Слоким пускает Майка по ложному следу, направив его внимание на владельца бюро путешествий Шэннона как возможного участника сети наркоторговцев. Выяснив, что Шэннон готовит в ближайшие дни корабль в Сан-Франциско, Бэрроуз прорабатывает списки всех его пассажиров, среди которых оказывается имя красивой овдовевшей американки Энн Грант (Сигне Хассо), которая недавно приехала из Пекина, где работала гувернанткой. Вместе с собой Энн привезла в Шанхай 20-летнюю сироту-китаянку Шу Пэн Ву (Мэйлия), которую хочет переправить подальше от войны в Сан-Франциско. После убийства Шэннона людьми Слокима, Бэрроуз догадывается о роли последнего в наркоторговле. По поручению Лама китайская полиция обыскивает производственные и складские помещения Слокима, в результате обнаруживая подпольную лабораторию по переработке наркотиков. Когда Бэрроуз и Лам приходят в ресторан, чтобы арестовать Слокима, тот во время еды принимает яд и умирает. Бэрроуз и Лам понимают, что теперь опиум вряд ли поступит на переработку в Шанхай, однако это не означает, что наркокартель уничтожен. Необходимо раскрыть всю цепочку от выращивания сырья до сбыта готовой продукции. Для этого первым делом нужно найти маковую плантацию в Египте, где через три дня ожидается сбор урожая.
Срочно переправившись в Египет, Бэрроуз в сотрудничестве с работающим там британским комиссаром по борьбе с наркотиками Лайонелом Хэдли (Вернон Стил) и его египетским коллегой Омаром Хуссейном анализирует документы Слокима, устанавливая место высадки рабов, неподалеку от которого должна располагаться маковая плантация. После просмотра кадров аэросъёмки всех сельскохозяйственных угодий в данном районе Бэрроуз останавливает своё внимание на одной из плантаций, где выращивают розы для парфюмерной промышленности. Проникнув тайно ночью на эту плантацию, Бэрроуз и Хэдли обнаруживают под розовыми кустами следы только что убранного урожая мака. Владелец плантации Бинда Ли (Фритц Лейбер), увидев, что его разоблачили, бросается со скалы. Из документов Бинды Ли выясняется, что на этой плантации два года назад была сооружена специальная система ирригации под руководством мужа Энн Грант. Вместе с коллегами Бэрроуз предполагает, что сырьё с плантации далее было переправлено в Суэц. Бэрроуз и Хэдли устанавливают караван из десяти верблюдов, который вышел из этого города днём ранее на скотобойню в Бейрут, полагая, что именно этим караваном отправлена партия наркотиков. Однако тщательный таможенный досмотр каравана не даёт результатов. Бэрроуз, Хэдли и их французский коллега в Ливане Ларезье (Марсель Журне) во время ночного привала верблюжьего каравана незаметно от погонщиков с помощью специального оборудования выясняют, что упаковки с наркотиками находятся у верблюдов в желудках. По оценке Бэрроуза, стоимость наркотиков в желудке одного верблюда составляет 10 тысяч долларов. Таким образом, с учётом всех возможных караванов общая стоимость партии наркотиков может составить около миллиона долларов. В Бейруте агенты видят, как караван заходит на скотобойню, откуда на следующее утро выезжает грузовик с тремя тюками, которые под видом верблюжьей шерсти перегружаются в порту на три корабля, направляющиеся соответственно в Афины, Амстердам и в Гавану на имя некого Нафтали Врандштадтлера. Бэрроуз прибывает в Гавану, где с помощью кубинского комиссара по борьбе с наркотиками отслеживает, как на фабрике Врандштадтлера опиум очищается и упаковывается в коробки из-под сливочного масла. На следующий день Бэрроуз наблюдает, как эти коробки загружаются в холодильник на камбузе лайнера, отплывающего в Нью-Йорк. В списках пассажиров этого лайнера Бэрроуз обнаруживает имена самого Врандштадтлера (Айван Трисо), Энн Грант и Шу Пэн.
Менее чем за час до прибытия в порт Нью-Йорка, работающие на камубзе подручные Врандштадтлера поджигают мусорные баки, в результате чего возникает сильное задымление. В общей неразберихе они перекладывают наркотики из упаковок с маслом в мусорные баки, содержимое которых выбрасывается за борт. Наркотик упакован в особые ёмкости с грузом, которые уходят на дно. Несколько минут спустя, когда морская вода разъедает специально обработанные канаты, ёмкости всплывают на поверхность. Тем временем, чтобы спровоцировать преступников, Бэрроуз просит Шу передать Врандштадтлеру записку, в которой пишет, что ему удалось обнаружить наркотики. Вскоре Бэрроуз обнаруживает Врандштадтлера застреленным. Догадавшись, что упаковки с наркотиками были выброшены за борт, Бэрроуз срочно вызывает корабли Береговой охраны, на один из которых берёт вместе с собой Энн и Шу Пэн. Когда Береговая охрана после погони с перестрелкой задерживает рыболовную лодку, которая собрала всплывшие наркотики, Бэрроуз перекладывает упаковки с наркотиками в свой катер и вместе с двумя женщинами направляется в порт Нью-Йорка. В этот момент Шу Пэн выхватывает из кобуры Бэрроуза револьвер, после чего требует направить катер в указанное ей место. Она заявляет, что работает на японское правительство и возглавляет поставку товара. Как выясняется, Энн ни о чём не подозревала, а её муж был убит после того, как догадался, что работал на наркокартель, и решил сообщить об этом властям. Когда Бэрроуз надвигается на Шу Пэн, она без колебаний несколько раз стреляет ему в грудь. Однако Бэрроуз специально зарядил револьвер холостыми патронами с целью получить доказательства того, что Шу Пэн, которую он заподозрил по её подозрительному поведению во время пожара, является главой всей операции. Он разоружает Шу Пэн и катер прибывает в Нью-Йорк.

## В ролях
- Дик Пауэлл — комиссар Майк Бэрроуз
- Сигне Хассо — Энн Грант
- Мэйлиа — Шу Пэн Ву
- Людвиг Донат — Николас Слоким
- Владимир Соколофф — комиссар Лам Чи Чоу
- Эдгар Бэрриер — Григ
- Джон Хойт — Беннетт
- Марсель Журне — комиссар Ларизье
- Луис Ван Рутен — Альберто Берато
- Фритц Лейбер — Бинда Ша
- Майкл Раффетто — профессор Салим
- Блу Вашингтон — приспешник Бинды Ша (в титрах не указан)

## История создания фильма
В 1945 году крупный американский предприниматель Джэй Ричард Кеннеди поступил на работу в Министерство финансов США, где должность комиссара Бюро наркотиков в то время занимал Гарри Дж. Анслингер. Рассказы Анслингера о расследованиях, которые тот проводил по всему миру в период с 1917 по 1928 год, вдохновили Кеннеди на написание оригинальной истории, а затем и сценария о международной борьбе с наркоторговлей.
По информации Los Angeles Times от августа 1946 года, студия Columbia купила у Кеннеди его историю за 100 тысяч долларов. Проектом увлёкся продюсер студии Сидни Бачман, который сделал успешную карьеру, менее чем за десятилетие пройдя путь от чтения сценариев на студии Warner Bros. до президента Гильдии сценаристов в 1941-42 годах. Бачман принимал участие в работе над сценариями таких фильмов, как «Знак креста» (1932) Сесила Б. Демилля, «Сахара» (1943) Золтана Корды и «Потерянный горизонт» (1937) Фрэнка Капры, а также «Мистер Смит едет в Вашингтон» (1939), за свою семнадцатилетнюю работу на Columbia получив прозвище «любимчика босса студии Ларри Кона». Как отмечает Смит, «фильм получил полную поддержку Бюро наркотиков Министерства финансов США и лично Анслингера, который обеспечил создателей фильма богатым секретным материалом и добился разрешения для режиссёра Роберта Стивенсона провести съёмку в Комитете по контролю за наркотиками ООН в Лейк-Саксессе», где с 1946 года находилась штаб-квартира ООН до переезда в здание на Манхэттене в 1952 году.
Согласно информации «Голливуд репортер» от 14 мая 1947 года, продюсер Сидни Бачман взял на себя завершение постановки картины после того, как Роберт Стивенсон сначала заболел, а затем уехал в Лондон, чтобы выполнить ранее взятое обязательство перед Александром Кордой. Часть материала, использованного на заднем плане, снималась непосредственно в Шанхае, Каире, Гаване и Нью-Йорке. Согласно материалам студии, сцена, в которой сто китайских рабов посылаются на смерть в Тихом океане, снималась недалеко от побережья Южной Калифорнии в проливе, между материком и островом Санта-Каталина, а сцена морской перестрелки снималась в гавани Лос-Анджелеса.
Как отмечает «Нью-Йорк Таймс», «хотя фильм, может быть, и выглядит обычно, но это необычный фильм», так как на его создание «потребовалось два года работы и расходы в сумме 2 миллионов долларов».
Фильм начинается экранной заставкой со следующим посвящением: «История основана на реальных событиях из официальных документов Министерства финансов США, которому эта картина с благодарностью посвящается».

## Тема наркотиков в фильме
Как отмечается на сайте Американского института кино, этот фильм стал одним из первых в голливудском кинематографе периода действия Производственного кодекса, который столь подробно рассказал о проблеме международной наркоторговли. Согласование тематики фильма и выход его на экраны сопровождался немалыми сложностями. Изначально создатели картины заручились согласием на его создание комиссара Управления по делам наркотиков Министерства финансов США Гарри Дж. Анслингера (он фигурирует в документальных кадрах в начале фильма), который в дальнейшем оказал весомую поддержку создателям фильма.
Как отметил Смит, существенным камнем преткновения при создании фильма был Производственный кодекс Голливуда, который с момента своего введения в 1934 году запретил показ в фильмах употребления или торговли наркотиками. Одно из его положений прямо указывало, что «незаконная наркоторговля никогда не должна быть показана на экране». По словам Батлера, студия Columbia «была вынуждена провести широкую и в конечном итоге успешную кампанию по убеждению в необходимости создания такого фильма» с тем, чтобы добиться смягчения правил Производственного кодекса, запрещавшего даже сам факт упоминания наркотраффика в кино, не говоря уж о том, чтобы сделать его главной темой целого фильма. Как было отмечено в статье в газете «Нью-Йорк Таймс», ещё до начала съёмок «Ассоциация кинокомпаний провела специальную работу, направленную на то, чтобы успокоить женские организации, церковь и группы гражданских активистов, которые опасались наихудшего, доходя до выводов о том, что представители кинематографа пренебрегли своей серьёзной социальной ответственностью ради коммерческих интересов». Согласно информации в газете Los Angeles Times, в конце концов, сценарист и продюсер фильма Джэй Ричард Кеннеди, а также другие «высокопоставленные люди в правительстве», убедили Администрацию Производственного кодекса внести изменения в действующие ограничения ради создания этой картины. Смит отмечает, что правила были ослаблены после того, как удалось убедить цензоров в том, что «отображение использования, злоупотребления и торговли наркотиками будет носить по своей природе не эксплуатационный, а образовательный и в конечном счёте осуждающий характер». В итоге Администрация производственного кодекса пошла на беспрецедентный шаг и изменила действующее положение, позволив «показать нелегальную наркоторговлю при условии, что это не возбудит желания употребить наркотики или организовать торговлю ими, а также что в фильме не будет ни одной не утверждённой сцены, в которой бы подробно показывалось применение нелегальных наркотиков или их воздействие».
Выход фильма открыл дорогу другим картинам категории В, посвященным наркотраффику и употреблению наркотиков, среди них «Порт Нью-Йорка» (1949), «Сон дьявола» (1949), «Дикая травка» (1949), «Таможенный агент» (1950), «Дорога в Каир» (1950) и «Линия границы» (1950), пока, по словам Смита, «в 1955 году Отто Премингер своим фильмом „Человек с золотой рукой“ не легализовал окончательно эту грязную тему».

## Оценка фильма критикой

### Общая оценка фильма
Как отметил Смит, сразу после выхода фильма на экраны «в феврале 1948 года отзывы критики были неоднозначными». В частности, некоторые из них посчитали, что в картине, которую должно отличать абсолютное правдоподобие, слишком много мелодраматизма и «чрезмерной отваги». Другие же опасались последствий того, что фильм уделяет чрезмерное внимание «адским подробностям» наркобизнеса. А С. А. Лежён в британской газете The Observer критиковала фильм за то, что он «является бесценным пособием для тех, кто захочет обмануть таможенные службы каким-либо экзотическим способом».
Самым знаменательным аспектом картины, по мнению рецензента «Нью-Йорк Таймс», является то, что Администрация производственного кодекса вообще разрешила съёмку этой истории о международном полицейском сотрудничестве в сфере борьбы с нелегальной торговлей наркотиками. Далее автор пишет, что «Бачман, Кеннеди и Стивенсон сделали мелодраму с умом и достоинством, высоко оценив то доверие, которое оказало им Министерство финансов США, обеспечив исходный материал для фильма». Однако создать в полной мере качественное развлечение им вряд ли удалось. Несмотря на журналистскую строгость во вступительных эпизодах, снятых в бюро по борьбе с наркотиками Министерства финансов и на заседании совета ООН в Лейк-Саксессе, «это главным образом история о копах и ворах». А слишком серьёзная ставка на насилие ради того, чтобы впечатлить зрителя, «к сожалению, только усиливает искусственный привкус картины, что ослабляет её общее драматическое воздействие».
Современный киновед Крейг Батлер отметил, что фильм важен, прежде всего, тем, что «вообще был сделан, а не столько тем, что он собой представляет, при том, что это добротный и увлекательный, хотя и не выдающийся полицейский триллер». Эта картина «помогла открыть врата для более мощных криминальных триллеров в будущем, охвативших более широкий спектр тем этого жанра». При этом, по словам критика, фильм «заслуживает просмотра не просто в качестве примечания к истории Производственного кодекса». Ведь даже несмотря на «довольно натянутый сценарий и не вполне естественные образы, всё равно вышел захватывающий и плотно сделанный маленький триллер». И хотя некоторые сюжетные повороты могут показаться не изящными, всё равно зрителя «затягивает интрига и желание узнать, что будет дальше». А «сильная игра прекрасного актёрского состава» превращает его в «захватывающий маленький фильм, который доставит удовольствие поклонникам жанра».
На сайте Американского института киноискусства отмечено, что «фильм сделан в полудокументальном стиле с периодическим закадровым повествованием», Смит также обращает внимание на то, что картина «снята в полудокументальном стиле, который закрепился в кинематографе благодаря успеху таких картин, как „Дом на 92-й улице“ (1945) и „Обнажённый город“ (1948)». В рецензии журнала TV Guide картина названа «увлекательным, охватывающим весь мир полудокументальным фильмом о зле наркоторговцев, особенно тех, которые нелегально ввозят опиум в США». Главный фактор успеха фильма, по мнению журнала, заключается в том, что приключенческая картина получает здесь реалистичный документальный подход. Как отмечено в журнале, «с увесистым (для своего времени) 2-миллионным бюджетом фильм не жалел никаких расходов на достижение реализма». По словам Денниса Шварца, это «крепкий фильм с высокими развлекательными качествами», а Спесер Селби назвал его «одним из самых экстремальных нуаровых фильмов о представителях закона и порядка». Майкл Кини, отметив, что фильм обременён «значительным закадровым повествованием Пауэлла», тем не менее, назвал его «быстрым и напряжённым триллером с шокирующей развязкой».

### Оценка работы творческой группы
В рецензии «Нью-Йорк Таймс» отмечается, что «Кеннеди сочинил очень сложный и запутанный сценарий», однако неровный в драматическом плане, что придаёт «картине довольно обычный вид, хотя при немного большей изобретательности она легко могла бы стать чем-то особенным». При этом, по словам Батлера, «Роберт Стивенсон живо и энергично поставил картину, использовав полудокументальный стиль, который приносит нужный результат».
По словам рецензента «Нью-Йорк Таймс», «Дик Пауэлл представителен и искусен в роли отважного агента Министерства, который порхает по всему свету по горячему следу международной группы контрабандистов». Батлер также считает, что Пауэлл выдаёт очень «крепкую и безошибочно точную игру».